# Anton Steinbach
Anton Steinbach (* 10. April 1844 in Werl; † 8. März 1918 in Hattingen) war ein deutscher Heimatdichter und Lehrer.

## Leben
Im Jahre 1866 trat Steinbach eine Lehrerstelle in Arnsberg-Müschede an. Er heiratete 1870 Catharina Elisabeth Voss von einem der ältesten und größten Müscheder Höfe. Ihre ersten drei Kinder Theodor, Norbert und Elisabeth wurden 1871, 1872 und 1874 in Müschede geboren. 1874 zog Anton Steinbach mit seiner Familie von Müschede nach Castrop, da ihm an der dortigen Altstadtschule bessere Verdienstmöglichkeiten geboten wurden.
In Müschede hatte er die Sagen um den „Alten vom Müssenberge“, der eine Art Rübezahl des Sauerlandes war und im Müssenberg, dem Müscheder Hausberg, wohnte, gesammelt und bearbeitet. Er formte die Figur dieses Berggeistes zu einer moralischen Instanz mit der von ihm beabsichtigten erzieherischen Wirkung auf die heranwachsende Jugend. Seine literarische Arbeit führte er in der neuen Heimat weiter.
Um 1900 veröffentlichte Anton Steinbach im Verlag Cordier, Heiligenstadt, die Müscheder Geschichten unter dem Titel „Der Alte vom Müssenberge oder Ein westfälischer Rübezahl“ in zwei kleinen Bändchen, die in der Müscheder Schule und den Schulen der Nachbarorte zu einer Art Pflichtlektüre wurden. Im gleichen Verlag erschien etwa zu dieser Zeit die Serie „Edelsteine - eine illustrierte Jugendschrift“, an der er ebenfalls beteiligt war. Er engagierte sich bei der heute fast vergessenen „Hermann-Hubertus-Stiftung“ in Bochum, die unter dem Titel „Jugendperlen“ eine Sammlung illustrierter Erzählungen für die katholische Jugend und das Volk herausbrachte.
Im Schulbuchverlag Kamp war er an Kamp’s Realienbuch beteiligt, und in der Serie „Lesekranz“ der Verlagsanstalt G. J. Manz in Regensburg veröffentlichte er mit Pfarrer Friedrich Schnettler aus Bruchhausen/Ruhr zahlreiche Übersetzungen aus dem Holländischen und in der gleichen Reihe die Bändchen: „Bei schlichten Leuten“. Um 1880 erschien im Verlag von Philipp Reclam jun. in Leipzig der Band: „Holländische Novellen“ von J. J. Cremer, die von W. Lange, Fr. Schnettler und A. Steinbach übersetzt wurden. Im Jahr 1891 erschienen von ihm und Josef Dahmen bei Stein in Werl „Die vaterländischen Gedenktage“ und „Huldigung der Provinzen des preuß. Staates zum Geburtstag Sr. Majestät des Kaisers u. Königs Wilhelm II., Festgabe f. höhere u. niedere Schulen.“
In Steinbachs Todesanzeige wird erwähnt, dass er in seinem Ruhestand unverdrossen als Volksschriftsteller und Vorstandsmitglied der Hermann-Hubertus-Stiftung für katholische Lehrer weiter arbeitete.